# Eva Hadashi
Eva Hadashi, właśc. Jewhenija Suda (ukr. Євгенія Суда) – ukraińska pisarka, piosenkarka, aktorka, japonistka, tłumaczka.

## Życiorys
Urodziła się w Ukrainie. Ukończyła Ukraińską Narodową Akademię Muzyczną, gdzie uczyła się u Olega Semenowicza Tymoszenki. Uzyskała ponadto stopień kandydata nauk filozoficznych. Studiowała w szkole językowej w Tokio. Swój pseudonim zaczerpnęła z japońskiego słowa oznaczającego „boso”.

## Nagrody
- Koronacija Słowa(inne języki)[4] (2019)[5]

## Twórczość

### Książki
- Western geisha (powieść autobiograficzna[3], 2017[3])
- Западные влияния в музыкальном искусстве Японии периода Мейдзи trl. Zapadnye vliâniâ v muzykalʹnom iskusstve Âponii perioda Mejdzi (monografia)[4] – praca doktorska[3]